# Хишувкі
Хишувкі (пол. Chyszówki) — село в Польщі, у гміні Добра Лімановського повіту Малопольського воєводства.
Населення — 653 особи (2011).

## Географія
Селом протікає поток Хишувка.

## Демографія
Демографічна структура станом на 31 березня 2011 року:
|          | Загалом | Допрацездатний вік | Працездатний вік | Постпрацездатний вік |
| -------- | ------- | ------------------ | ---------------- | -------------------- |
| Чоловіки | 334     | 82                 | 217              | 35                   |
| Жінки    | 319     | 78                 | 176              | 65                   |
| Разом    | 653     | 160                | 393              | 100                  |